# Mária Ferdinanda szász királyi hercegnő
Szászországi Mária Ferdinanda (németül: Maria Ferdinanda von Sachsen, olaszul: Maria Ferdinanda di Sassonia; Drezda, 1796. április 27. – Brandeis, 1865. január 3.), a Wettin-ház alberti ágából származó szász királyi hercegnő, Miksa koronaherceg és Karolina Mária Bourbon–parmai hercegnő legidősebb leánya, aki III. Ferdinánd toszkánai nagyherceg második feleségeként toszkánai nagyhercegné 1821-től hitvese 1824-es haláláig. Nem születtek gyermekei.

## Élete

### Származása
Édesapja a Wettin-ház Albert-ágából ból való Miksa szász trónörökös herceg (1759–1838) volt, III. Frigyes Ágost választófejedelem öccse, 1806–1830 között a királyság kijelölt trónörököse, Frigyes Keresztély szász választófejedelemnek (1722–1763), Szászország korábbi régensének és a Wittelsbach-házból származó Mária Antónia Walpurga bajor hercegnőnek (1724–1780) legifjabb, ötödik fia, apai ágon III. Ágost lengyel király (1696–1763) unokája, anyai ágon VII. Károly német-római császár (1697–1745) unokája.
Édesanyja a koronaherceg első felesége, Karolina Mária Bourbon–parmai hercegnő (1770–1804) volt, a Bonaparte tábornok által trónjáról elűzött I. Ferdinánd parmai hercegnek (1751–1802) és a Habsburg–Lotaringiai-házból való Mária Amália osztrák főhercegnőnek (1746–1804) legidősebb leánya, Mária Terézia császárné és I. (Lotaringiai) Ferenc német-római császár unokája.
Szüleinek házasságából 7 gyermek született:
- Mária Amália Friderika hercegnő (1794–1870), színházi és operaszerző.
- Mária Ferdinanda Amália (1796–1865), aki 1821-ben III. Ferdinánd toszkánai nagyherceg (1769–1824) második felesége.
- Frigyes Ágost Albert Maria herceg (1797–1854), aki 1819-ben Habsburg–Lotaringiai Mária Karolina Ferdinanda főhercegnőt (1801–1832) vette feleségül, és 1836-ban II. Frigyes Ágost néven Szászország királya lett.
- Kelemen (Clemens) Maria Nepomuk herceg (1798–1822).
- Mária Anna Karolina hercegnő (1799–1832), aki 1817-ben II. Lipót toszkánai nagyherceghez, III. Ferdinánd nagyherceg fiához ment feleségül.
- János Nepomuk herceg (1801–1873), aki 1822-ben Amália Auguszta bajor királyi hercegnőt (1801–1877), I. Miksa bajor király leányát vette feleségül, és 1854-től I. János néven Szászország királya lett.
- Mária Jozefa Amália hercegnő (1803–1829), 1819-től VII. Ferdinánd spanyol király harmadik felesége.

1806-ban I. Napóleon francia császár a poseni békeszerződésben a Szász Választófejedelemségből létrehozta a Szász Királyságot, amelynek első uralkodójává Mária Ferdinanda hercegnő nagybátyját, III. Frigyes Ágost választófejedelmet ismerte el (I. Frigyes Ágost néven). A királyi család tagjai, köztük Miksa herceg és gyermekei is szász királyi hercegi és hercegnői címet kaptak (Prinz/Prinzessin von Sachsen).
1817. november 16-án húga, Mária Anna Karolina hercegnő feleségül ment a Habsburg–Lotaringiai-házból származó Lipót János főherceghez (1797–1870), a Toszkánai Nagyhercegség trónörököséhez, III. Ferdinánd toszkánai nagyherceg (1769–1824) legidősebb fiához.

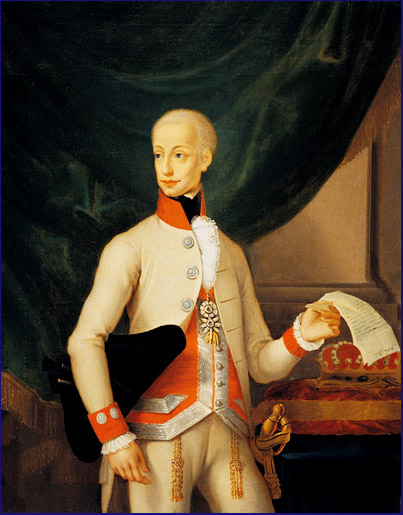
Férje, III. Ferdinánd toszkánai nagyherceg.

### Házassága
25 éves korában, 1821. május 6-án Mária Ferdinanda főhercegnő feleségül ment húgának apósához, III. Ferdinánd toszkánai nagyherceghez (1769–1824), az elhunyt II. Lipót német-római császár (1747–1792) és a Bourbon-házból való Mária Ludovika spanyol infánsnő (María Luisa de España, 1745–1792) második fiához, I. Ferenc osztrák császár, magyar és cseh király (1768–1835) öccséhez, Mária Terézia unokájához.
Az esküvőt Firenzében tartották, éppen a vőlegény 52. születésnapján. Mária Ő lett III. Ferdinánd nagyherceg második felesége. Az első feleség, a Bourbon-házból való Lujza Mária Amália nápoly–szicíliai királyi hercegnő (1733–1802), I. Ferdinánd nápoly–szicíliai király leánya 1802-ben, a napóleoni háborúk idején, bécsi emigációban elhunyt, a megözvegyült nagyherceg 19 éven át nem nősült újra. A házasság révén Mária Ferdinanda megkapta a Toszkána nagyhercegnéje (grandduchessa di Toscana) címet, egyben saját húgának sógornője lett.

### Özvegységben
III. Ferdinánd nagyherceg 27 évvel idősebb volt Mária Ferdinanda hercegnőnél. Házasságuk mindössze három évig tartott, és gyermektelen maradt. 1824. június 18-án III. Ferdinánd elhunyt, Mária Ferdinanda 28 évesen megözvegyült. A nagyherceg halála után annak első házasságából született fia, Lipót János főherceg lépett a Toszkánai Nagyhercegség trónjára, II. Lipót néven. Toszkána új nagyhercegnéje az özvegy Mária Ferdinanda húga, Mára Anna Karolina lett.
Mária Ferdinanda 41 évvel élte túl férjét. Többé nem ment férjhez. Megtartotta a Toszkána özvegy nagyhercegnéje (granduchessa-vedova di Toscana) címet. Húga, Mária Anna Karolina nagyhercegné 1832-ben gümőkórban meghalt anélkül, hogy férfi örököst szült volna férjének. II. Lipót nagyherceg már a következő évben, 1833-ban újra megnősült, ezúttal a Bourbon-házból való, Mária Antónia nápoly–szicíliai királyi hercegnőt (1814–1898), I. Ferenc nápoly–szicíliai király 19 éves leányát vette feleségül.
1849 januárjában, a forradalmi mozgolódások elől a nagyherceg, családjával együtt Sienába, majd Gaetába menekült. Radetzky marsall novarai győzelme nyomán a nagyhercegi udvar az osztrák császári csapatok segítségével térhetett vissza a Pitti-palotába.
A szárd–francia–osztrák háború kitörésének hírére 1859. április 27-én – éppen az özvegy Mária Ferdinanda 63. születésnapján – Firenzében újabb Habsburg-ellenes népfelkelés tört ki. II. Lipótot lemondásra kényszerítették. A nagyhercegi család tagjai bántatlanul elhagyhatták Firenzét. Három hintóval távoztak a Boboli-kapun át Bologna felé. Július 21-én II. Lipót formálisan lemondott nagyhercegi címéről második házasságából született fia, Ferdinánd Szalvátor főherceg javára. A család egy ideig Drezdában élt Mária Ferdinanda öccsének, I. János szász királynak udvarában. 1860. március 26-án a Szárd–Piemonti Királyság bekebelezte a Toszkánai Nagyhercegséget, a Habsburgok toszkánai uralma véget ért.
Mária Ferdinanda a trónfosztott uralkodócsalád tagjaival együtt Ferenc József császár meghívására az Osztrák Császárságba költözött. A bécsi udvarban sok apró méltánytanságot kellett elviselnie, mivel Erzsébet császárné nagyon rosszul viselte az olasz rokonság „invázióját.” Mária Ferdinanda özvegy nagyhercegné a toszkánai Habsburgok saját birtokára, a csehországi Brandeis (Brandýs nad Labem) kastélyába költözött. Itt hunyt el 1865. január 3-án, 79 évesen. A Habsburg-család hagyományos temetkezőhelyén, a bécsi kapucinusok templomának kriptájában (Kaisergruft) temették el, elődjének, Lujza Mária Amália nápoly–szicíliai királyi hercegnőnek (1773–1802), Toszkána előző nagyhercegnéjának közelében. 1898-ban ugyanide temették Mária Antonietta főhercegnőt (1814–1898), Toszkána utolsó nagyhercegnéját is.

## Külső hivatkozások
- Életrajzi, családi adatai (The Peerage).
- A Wettinek családfája
- A szász uralkodók családi adatai (Genealogy of the Royal Family of Saxony) (Geocities/archive.com). (angol nyelven). [2007. április 7-i dátummal az [ eredetiből] archiválva]. (Hozzáférés: 2009. augusztus 24.)
- A Habsburg–Lotaringiai hercegek Toszkánában.